# 天主圣三堂 (斯普利特)
天主圣三堂 是一座克罗地亚斯普利特的小型罗马天主教教堂，前罗曼式建筑风格，保留了中世纪早期的达尔马提亚建筑的原始形状，6个半圆形拱形结构围绕着不规则的圆形，历史学家认为建于8-11世纪之间。天主圣三堂为斯普利特和达尔马提亚最珍贵的遗产之一，已被列为克罗地亚最高级别的文化遗产。除了在夏季（从6月13日到9月1日）之外，教堂仍在使用，每周日上午8:30举行弥撒。

## 历史
历史学家对天主圣三堂的建造日期有不同的观点：伊维克维奇认为它建于6世纪，卢布卡拉曼认为它建于 11世纪，但大多数历史学家认为它建于9世纪。
英国建筑师托马斯·格雷厄姆·杰克逊研究达尔马提亚的老建筑，最早提醒该建筑具有特殊的文物价值。在1887年，该堂已被废弃并部分拆除。1891年，国内外专家在现场进行调查。
1965年，教堂的墙壁和拱顶破损，在附近的圣母升天修道院的负责人要求下，当局翻新了教堂。1967年10月22日，新成立了天主圣三堂区。